# Szkoła Podoficerów Sanitarnych WOP
Szkoła Podoficerów Sanitarnych WOP – oddział szkolny Wojsk Ochrony Pogranicza.
W 1958 roku w Szczecinie przy ul. Żołnierskiej 4 sformowano Szkołę Podoficerów Sanitarnych WOP.
Szkoła przygotowywała podoficerów służby zdrowia dla batalionów i brygad WOP. Rozformowano ją w 1966 roku. Braki kadrowe WOP w tym zakresie miał uzupełniać MON.